# Alloteratura bachma
Alloteratura bachma är en insektsart som beskrevs av Andrej Vasiljevitj Gorochov 2005. Alloteratura bachma ingår i släktet Alloteratura och familjen vårtbitare. Inga underarter finns listade i Catalogue of Life.